# Fairfield (Victoria)
Fairfield is een voorstad van Melbourne in de Australische deelstaat Victoria. Bij de telling van 2016 had Fairfield 6558 inwoners.